# Laurent Aïello
Laurent Aïello (Fontenay-aux-Roses, Francia, 23 de mayo de 1969) es un piloto de automovilismo de velocidad francés. Se destacó en turismos, al ganar el Campeonato Francés de Superturismos de 1994, el Campeonato Alemán de Superturismos de 1997, el Campeonato Británico de Turismos de 1999, y el Deutsche Tourenwagen Masters de 2002. Por otra parte, tuvo varios éxitos en resistencia, con un triunfo y dos segundos puestos en las 24 Horas de Le Mans de 1999, así como una victoria en las 12 Horas de Sebring de 2001.

## Carrera deportiva
Desde 1981 hasta 1987, Aïello compitió en karting en Francia. En 1989 fue subcampeón de la Fórmula 3 Francesa B. En 1990 ganó el Gran Premio de Mónaco de Fórmula 3, y resultó quinto en la Fórmula 3 Francesa. Aïello ascendió la Fórmula 3000 Internacional en 1991 al unirse al equipo DAMS. Ese año terminó 15.º con un tercer puesto como único arribo en zona de puntos. En 1992 pasó al equipo Pacific, con el cual puntuó en dos carreras y empató en 13.eɽ lugar.
Aïello dejó los monoplazas por los turismos y participó del Superturismo Francés. En 1993 fue subcampeón con cuatro victorias, al volante de un BMW Serie 3 del equipo Oreca. En 1994 pasó a correr en un Peugeot 405 y fue campeón con cinco triunfos. Al año siguiente, terminó tercero con una victoria. En 1996, Peugeot instaló un equipo oficial en el Campeonato Alemán de Superturismos y fichó entre sus pilotos a Aïello. De 18 carreras, venció en tres y fue segundo en cuatro, con lo cual resultó tercero en el campeonato. En 1997, ganó 11 de 20 carreras y subió al podio en todas salvo tres, con lo cual se llevó el título frente a Joachim Winkelhock de BMW.
El francés ganó seis carreras del Superturismo Alemán en 1998 y estuvo en 11 podios de 20, pero su rival de BMW Johnny Cecotto le arrebató el cetro por apenas tres puntos. Ese mismo año, debutó en las 24 Horas de Le Mans en un Porsche 911 GT1 oficial, obteniendo la victoria absoluta. En 1999, Aïello cruzó el Canal de la Mancha y obtuvo el título en el Campeonato Británico de Turismos con un Nissan Primera oficial, donde venció a su compañero de equipo David Leslie con 10 victorias y 15 podios en 26 carreras. Además, terminó cuarto en las 24 Horas de Le Mans al volante de un Audi R8R del equipo oficial Joest.
Audi fue una de las marcas que inauguró el retornado Deutsche Tourenwagen Masters en 2000, y eligió a Aïello entre otros para pilotar los Audi TT del equipo Abt. El francés arribó en zona de puntos en tres oportunidades y terminó 16º. Como complemento a su programa, llegó segundo en las 24 Horas de Le Mans con un Audi R8 LMP. En 2001, Aïello ganó dos carreras del DTM y llegó segundo en una tercera. Pese a haber faltado a dos fechas, concluyó quinto en el campeonato. Por otra parte, ganó las 12 Horas de Sebring y llegó segundo en las 24 Horas de Le Mans para Audi.
Aïello venció cinco de las primeras seis fechas del DTM en 2002 con su Audi, tras lo cual administró la ventaja frente a Bernd Schneider de Mercedes-Benz y ganó el certamen. Su última victoria en la categoría fue en 2003, que sumada a tres terceras colocaciones le significaron concluir sexto en el campeonato. Sus dos últimas temporadas como piloto, 2004 y 2005, las pasó corriendo un Opel Vectra en el DTM, terminando 10º y 11º sin podios.